# Fun Home. Una tragicommedia familiare
Fun Home. Una tragicommedia familiare è un romanzo grafico sceneggiato e disegnato dalla fumettista americana Alison Bechdel. Fun Home è stato un finalista del National Book Critics Circle Award e nel 2007 ha vinto i GLAAD Media Awards; nel 2015 ha debuttato a Broadway una versione musicale del graphic novel.

## Trama
In un continuo susseguirsi di analessi e prolessi, Alison Bechdel ripercorre la sua vita soffermandosi soprattutto sulla propria omosessualità e sul rapporto complicato con il padre (anch'egli omosessuale). Bruce Bechdel era un professore di inglese al liceo cittadino e anche il proprietario di un'impresa di pompe funebri, che morì in circostanza sospette (molto probabilmente suicida) quando la figlia era al college. Nel romanzo grafico, Alison traccia parallelismi tra la figura del padre e quelle del mito greco o di grandi romanzi come il Ritratto dell'artista da giovane di James Joyce, per cercare di conoscere e capire l'uomo che era stato suo padre.